# Congrès de Bordeaux
Le Congrès de Bordeaux du Parti socialiste s'est tenu du 10 au 12 juillet 1992. Il s'agit d'un congrès extraordinaire n'ayant pas vocation à modifier la composition des instances de direction du parti.

## Congrès
Il arrête une réforme des statuts « pour le renouveau du parti », préparée par Daniel Vaillant.
Le Congrès arrête le programme du PS pour les législatives de 1993 et confirme la large adhésion des socialistes français au traité de Maastricht.
Deux textes sont présentés au vote des adhérents, en opposition. 9,9 % des votants s'abstiennent, votent blanc ou nul.
- Le projet de la direction, présenté au nom du comité directeur, est ratifié par 85,30 % des exprimés ;
- Le texte alternatif « La belle alliance », présenté par la Gauche socialiste, recueille 7,26 % ;
- 7,43 % des votants s'expriment contre les deux textes.

## Modification du secrétariat national
Le 15 juillet 1992, le secrétariat national est modifié avec un effectif resserré sur proposition de Laurent Fabius, premier secrétaire. Il est alors réparti entre 5 « fabusiens », 5 « rocardiens », 4 « jospinistes », 2 « mauroyistes », 2 « mermaziens », 1 « poperéniste » et 1 ex-Socialisme et République.
- Premier secrétaire : Laurent Fabius
- Secrétaire national à la coordination et à la formation : Gérard Lindeperg
- Secrétaire national à l'administration et aux finances, trésorier : Pierre Moscovici
- Secrétaire national aux relations extérieures : Claude Bartolone
- Secrétaire national au programme et aux études : Michel Charzat
- Secrétaire national aux fédérations : Daniel Vaillant
- Secrétaire national aux organismes associés : Gérard Collomb
- Secrétaire national aux entreprises et aux problèmes de l'emploi : Michel Debout
- Secrétaire national aux relations internationales et aux affaires européennes : Gérard Fuchs
- Secrétaire nationale aux droits des femmes : Yvette Roudy
- Secrétaire national aux élections : Alain Richard
- Secrétaire national à l'écodéveloppement et aux collectivités locales : Christian Pierret
- Secrétaire national à l'aménagement du territoire et au service public : Jean Germain
- Secrétaire nationale à l'action humanitaire : Gisèle Stievenard
- Secrétaire nationale à l'éducation et à la recherche : Gisèle François
- Secrétaire national aux affaires sociales : Jean-Claude Boulard
- Secrétaire nationale aux droits de l'Homme, à la lutte contre le racisme et à l'intégration : Claire Dufour
- Secrétaire national aux sports : François Bernardini
- Secrétaire national à l'information et à la communication : Thierry Mandon
- Secrétaire national à la Ville : Jean-Pierre Balligand
- Porte-parole du Parti : Jean-Jacques Queyranne